# Volkert Haas
Volkert Haas (* 1. November 1936 in Rosenheim; † 13. Mai 2019 in Berlin) war ein deutscher Altorientalist.

## Leben
Volkert Haas studierte von 1963 bis 1968 Altorientalistik und Vorderasiatischen Archäologie an der Freien Universität Berlin und an der Universität Marburg. Im Dezember 1968 wurde er an der FU mit der Arbeit Der Kult von Nerik. Ein Beitrag zur hethitischen Religionsgeschichte für Altorientalistik promoviert. Anschließend war er von 1969 bis 1970 Assistent am Institut für Geschichte der Medizin an der FU Berlin und dort beauftragt mit Arbeiten an den babylonisch-assyrischen medizinischen Texten unter  der Leitung von Franz Köcher. Von 1970 bis 1973 folgte der  Aufbau des Forschungsprojekts „Das hurritologische Archiv“ am Altorientalischen Seminar der FU, wo er danach von 1973 bis 1977 als Assistent tätig wurde. Am Hurritologischen Archiv arbeitete er gemeinsam mit Einar von Schuler, Mirjo Salvini, Gernot Wilhelm sowie seiner späteren Frau Ilse Wegner. Aus diesem Forschungsprojekt ging das Corpus der hurritischen Sprachdenkmäler hervor, zu dem zwischen 1984 und 2005 Publikationen erschienen. 1977 erfolgte Haas’ Habilitation für Altorientalische Philologie. Nach einer Assistenzprofessur 1977 bis 1981 an der Freien Universität wurde Haas im November 1981 auf die Professur für Altorientalistik an der Universität Konstanz berufen. 1989 folgte die Berufung auf einen der beiden Lehrstühle für Altorientalistik an der Freien Universität Berlin, wo er bis zu seiner Pensionierung 2001 lehrte. Zur Pensionierung wurde ihm eine Festschrift gewidmet.
Volkert Haas brachte als Hochschullehrer Generationen von Studenten die Altorientalischen Sprachen Assyrisch, Akkadisch, Hethitisch und Hurritisch bei. Zu seinen Schülern gehörten Daliah Bawanypeck, Birgit Christiansen, Jürgen Glocker, Christian Girbal, Susanne Görke, Jörg Klinger, Steven Lundström, Julia Orlamünde, Doris Prechel, R. Strauß, Th. Richter, Silvia Alaura, L. dʼAlfonso, Amir Gilan, Joost Hazenbos, G. Torri und Marie-Claude Trémouille. Zentrale Forschungsthemen waren die Sprache, Literatur und Religionsgeschichte der Hurriter und Hethiter. Haas galt als einer der renommiertesten Spezialisten im Bereich der Hethitologie. Neben den genannten Projekten forschte Haas auch zu den altorientalischen Religionen, hethitischen Heilverfahren und arbeitete an einer Geschichte der hethitischen Literatur.
Volkert Haas war Herausgeber der Zeitschrift Altorientalische Forschungen (AoF) und lebte in Berlin.

## Schriften
- als Herausgeber: Corpus der hurritischen Sprachdenkmäler. Mehrere Bände, Bonsignori, Rom 1963 ff.
- Hurritologische Studien. Neukirchener Verlag, Kevelaer o. J.
- Hethitische Berggötter und hurritische Steindämonen. Riten, Kulte und Mythen. Eine Einführung in die altkleinasiatischen religiösen Vorstellungen (= Kulturgeschichte der antiken Welt. Band 10). Philipp von Zabern, Mainz 1982, ISBN 3-8053-0542-7.
- Magie und Mythen in Babylonien. Von Dämonen, Hexen und Beschwörungspriestern (= Merlins Bibliothek der geheimen Wissenschaften und magischen Künste. Band 8). Merlin, Gifkendorf 1986, ISBN 3-87536-133-4.
- als Herausgeber: Das Reich Urartu. Ein altorientalischer Staat im 1. Jahrtausend v. Chr. (= Konstanzer Altorientalische Symposien. Band 1. / Xenia. Band 17). Universitäts-Verlag, Konstanz 1986, ISBN 3-87940-274-4.
- als Herausgeber: Hurriter und Hurritisch (= Konstanzer Altorientalische Symposien. Band 2. / Xenia. Band 21). Universitäts-Verlag, Konstanz 1988, ISBN 3-87940-324-4.
- Geschichte der hethitischen Religion (= Handbuch der Orientalistik. Band 1, 15). Brill, Leiden 1994, ISBN 90-04-09799-6.
- Die hethitische Literatur. Texte, Stilistik, Motive. Walter de Gruyter, Berlin/New York 2006, ISBN 978-3-11-018877-6.